# Lauria umbilica
Lauria umbilica is een slakkensoort uit de familie van de Lauriidae. De wetenschappelijke naam van de soort is voor het eerst geldig gepubliceerd in 1839 door Roth.